# Länsväg 105
De Zweedse weg 105 (Zweeds: Länsväg 105) is een provinciale weg in de provincie Skåne län in Zweden en is circa 26 kilometer lang. De weg ligt in het meest zuidelijke deel van Zweden, grotendeels op het schiereiland Bjäre.

## Plaatsen langs de weg
- Torekov
- Svenstorp
- Västra Karup
- Grevie
- Förslöv
- Hjärnarp

## Knooppunten
- Länsväg 115: start gezamenlijk tracé over krap 7 kilometer, in Torekov (begin)
- Länsväg 115: einde gezamenlijk tracé, bij Svenstorp
- E6/E20 bij Hjärnarp (einde)